# Sedmero krkavců (EP)
Sedmero krkavců je EP kapely Dymytry, které obsahuje tři nové skladby. Album bylo vydáno v únoru 2017 při příležitosti startu druhého samostatného turné Krby Kamna Turyna Tour 2017. Ke každé skladbě byl nejprve zveřejněn videoklip na YouTube kanálu skupiny v pořadí „Barikády“, „Pod vodou“, „Sedmero krkavců“.
Poslední z klipů byl natočen v divadle Ponec a na kostýmech k tomuto klipu se podílel kostýmní výtvarník Roman Šolc. Textař kapely, Protheus, se pro titulní skladbu nechal inspirovat filmy Sedmero krkavců a Sedm .
Ve skladbě „Barikády“ zpívá část refrénu dětský sbor ZUŠ Miluše Lidinské v Berouně.
Album bylo pokřtěno na turné ve Stříbře (7.4.2017) a v Domažlicích (8.4.2017).
Všechny skladby z alba vyšly později v roce 2017 jako součást alba Reser.

## Seznam skladeb
| Pořadí         | Název           | Hudba          | Text           | Videoklip      | Délka |
| -------------- | --------------- | -------------- | -------------- | -------------- | ----- |
| 1.             | Sedmero krkavců | Gorgy, Dymo    | Protheus, Dymo | videoklip      | 6:17  |
| 2.             | Barikády        | R2R            | Protheus       | videoklip      | 3:55  |
| 3.             | Pod vodou       | Gorgy          | Protheus       | videoklip      | 4:22  |
| Celková délka: | Celková délka:  | Celková délka: | Celková délka: | Celková délka: | 14:34 |

## Sestava
- Jan „Protheus“ Macků (zpěv)
- Jiří „Dymo“ Urban (kytara)
- Jan „Gorgy“ Görgel (kytara)
- Artur „R2R“ Michajlov (basová kytara)
- Miloš „Mildor“ Meier (bicí)